# جود وينشستر
جود وينشستر (بالإنجليزية: Jude Winchester)‏ هو لاعب كرة قدم بريطاني في مركز الوسط، ولد في 13 أبريل 1993 في بلفاست في المملكة المتحدة. شارك مع منتخب أيرلندا الشمالية تحت 21 سنة لكرة القدم. أما مع النوادي، فقد لعب مع نادي كليفتونفيل ونادي كيلمارنوك.

## وصلات خارجية
- جود وينشستر على موقع قاعدة بيانات كرة القدم.إي يو (الإنجليزية)
- جود وينشستر على موقع Soccerbase.com (لاعب) (الإنجليزية)
- جود وينشستر على موقع Soccerway.com (الإنجليزية)